# Hermann Kellermann (Industrieller)
Hermann Kellermann (* 28. September 1875 in Altenessen; † 3. Juli 1965 in Mülheim an der Ruhr) war ein deutscher Bergingenieur und Manager in der Montanindustrie, der ab 1906 leitende Funktionen im Unternehmen der Gutehoffnungshütte ausübte.

## Leben
Kellermann stammte aus einer alteingesessenen Bergmannsfamilie. Er studierte an der Georg-August-Universität Göttingen, wo er Mitglied und später Ehrenmitglied des Corps Hercynia war, und an der Bergakademie Berlin. Nach dem zweiten Staatsexamen war er kurzzeitig als Bergassessor in der staatlichen preußischen Bergbauverwaltung tätig. Schon 1906 verließ er den Staatsdienst und wurde Bergwerksdirektor bei der Gutehoffnungshütte (GHH) in Oberhausen, wo er zunächst die technische Leitung der Kohlezechen Oberhausen, Vondern und Ludwig sowie der Kalkstein- und Dolomitbrüche übernahm. 1920 trat er in den Vorstand der Gutehoffnungshütte ein und wurde 1923 während der Ruhrbesetzung zeitweilig inhaftiert. Bis 1942 bekam Kellermann nach und nach die Leitung sämtlicher Bergbaubetriebe der GHH übertragen. Als 1942 der bisherige GHH-Generaldirektor Paul Reusch aus politischen Gründen entlassen wurde, trat Kellermann an die Spitze des Gesamtkonzerns und behielt diese Stellung nach dem Zweiten Weltkrieg bis zur Zerschlagung des Konzerns durch die britische Besatzungsmacht.
Außerhalb des eigenen Unternehmens wirkte Kellermann unter anderem als Leiter der Knappschafts-Berufsgenossenschaft sowie als Vorsitzender des Verwaltungsrats des Kaiser-Wilhelm-Instituts für Kohlenforschung in Mülheim. Als langjähriger Vorsitzender des Rheinisch-Westfälischen Kohlensyndikats (1935–1942) war er maßgeblich an der Gründung der Steinkohlen-Elektrizitäts Aktiengesellschaft (STEAG) in Essen beteiligt.
Nach Kriegsende begründete Kellermann eine Hilfsaktion für Bergleute aus den früheren deutschen Ostgebieten. 1958 gründete er die H.-Kellermann-Stiftung zur Ausbildung und Förderung von GHH-Belegschaftsmitgliedern und deren Kindern.
Zu seinem 70. Geburtstag erhielt Kellermann die Ehrenbürgerwürde der Stadt Oberhausen. Als der britische Stadtkommandant später überprüfen lassen wollte, ob die Auszeichnung mit dem Besatzungsrecht zu vereinbaren sei, gab er die Auszeichnung 1947 zurück.
Kellermann wurde auf dem Ehrenfriedhof in Essen beigesetzt.

## Auszeichnungen
- Ehrenbürgerwürde der Stadt Oberhausen (1945, zurückgegeben 1947)
- Ehrendoktorwürde (als Dr.-Ing. E. h.) der Bergakademie Clausthal (1951)
- Ehrenvorsitzender des Verwaltungsrats des Max-Planck-Instituts für Kohlenforschung in Mülheim (1957)
- Heinitz-Medaille der Wirtschaftsvereinigung in Bonn (1960)
- Georg-Agricola-Denkmünze